# كأس نيوزيلندا 1962
كأس نيوزيلندا 1962 (بالإنجليزية: 1962 Chatham Cup)‏ هو موسم من كأس نيوزيلندا. فاز فيه Melville United AFC ‏.